# Среднебельский сельсовет
Среднебе́льский сельсове́т — упразднённое сельское поселение в Ивановском районе Амурской области.
Административный центр — село Среднебелая.

## История
16 февраля 2005 года в соответствии с Законом Амурской области № 440-ОЗ муниципальное образование наделено статусом сельского поселения.
Упразднён в январе 2021 года в связи с преобразованием муниципального района в муниципальный округ.

## Население
| 2002  | 2010  | 2011  | 2012  | 2013  | 2014  | 2015  |
| ----- | ----- | ----- | ----- | ----- | ----- | ----- |
| 6607  | ↘4233 | ↘4215 | ↘4124 | ↘4096 | ↘4047 | ↘4010 |
| 2016  | 2017  | 2018  |       |       |       |       |
| ↘4009 | ↗4027 | ↘4012 |       |       |       |       |

## Состав сельского поселения
| № | Населённый пункт | Тип населённого пункта       | Население |
| - | ---------------- | ---------------------------- | --------- |
| 1 | Приозерное       | село                         | →184      |
| 2 | Среднебелая      | село, административный центр | ↘3221     |